# カルディトリクス門
カルディトリクス門（Calditrichota）は2021年に提唱された細菌の門である。以前はCalditrichaeotaとも呼ばれていた。
2018年7月現在、Caldithrix属及びCalorithrix属の2属3種を含む。いずれの種も深海や浅瀬の熱水噴出孔から単離された好熱性のグラム陰性桿菌である。タンパク質や炭水化物を発酵または硝酸を還元して増殖する能力を持ち、大半が偏性嫌気性である。一部、数%の酸素に耐える種もいるが、最終電子受容体として酸素を利用することは無い。全ゲノムはCaldithrix abyssi DSM 13497について解読が完了しており、ゲノムサイズは4,978,541 bp、ORFは4,214ヶ所である。
あまり研究が進んでいない系統であり、単型の門から科まで何れも記載されていない。デフェリバクテル門に割り当てたり、門への割り当てが行われていない未分類の細菌と考える微生物学者もいる。分子系統解析では、デフェリバクテル門よりもバクテロイデス門やクロロビウム門に比較的近く、FCB群に含まれる独立門と考えられる。